# 안토니오 보네트 실베스트레
안토니오 보네트 실베스트레(스페인어: Antonio Bonet Silvestre; 1908년 8월 14일, 발렌시아 주 카우디엘 ~ 1993년 3월)는 스페인의 전 축구 미드필더이자 감독이었다.